# Matthew Hale
Sir Matthew Hale (Alderley, 1º novembre 1609 – Alderley, 25 dicembre 1676) è stato un giurista, giudice, avvocato politico inglese, fu un influente giurista dell'epoca, noto per il suo trattato Historia Placitorum Coronæ.

## Biografia
Figlio unico di Robert Hale, avvocato, e di sua moglie, Joan Poyntz, divenne orfano quando aveva appena cinque anni di età, e venne cresciuto ed educato da un parente paterno, Anthony Kingscote, di stretta osservanza puritana, che trasmise al suo figlio putativo. Cresciuto nel piccolo villaggio di Wotton-under-Edge, nel Gloucestershire, ebbe come istitutore privato un ministro del culto puritano, di nome Stanton, noto per la sua rigida fede puritana portata fino all'estremismo. Il 20 ottobre 1626 entrò al Magdalen College, Oxford, all'età di 16 anni con l'intenzione di prendere gli ordini sacri.

Ben presto si rivelò dotato non solo per gli studi ma anche per la scherma, sotto la tutela di un'altra figura dalle forti credenze puritane, Obadiah Sedgwick. Il giovane Hale continuò tuttavia a partecipare ad incontri privati di preghiera, a frequentare la messa e veniva definito "semplice nell'aspetto e piuttosto estetico". La condotta e le scelte di percorso di Hale mutarono drasticamente quando giunse ad Oxford una compagnia di attori teatrali, dai quali Hale fu talmente affascinato da desiderare un tipo di vita più spensierata ed una condotta meno severa, iniziò non solamente a vedere quante più rappresentazioni teatrali possibili, ma anche a frequentare compagnie di giovani studenti con i quali partecipare a feste, banchetti e manifestazioni sportive. Ben presto il suo rendimento scolastico ne soffrì ma soprattutto la sua fede puritana dalla quale si allontanò gradualmente, fino a non desiderare più di diventare un ministro della fede né tanto meno un avvocato che considerava, allora, "una combriccola barbara incapaci di occuparsi di altro che non siano i loro affari".

Data la sua grande abilità come spadaccino, Hale iniziò a nutrire l'ambizione di intraprendere la professione di soldato, ed a nulla valsero le opposizioni dei suoi vecchi precettori, ma quando incontrò il giudice John Glanville per essere difeso in una causa che riguardava le sue proprietà, il giovane Hale fu persuaso da quest'ultimo ad intraprendere la professione forense. Dopo aver abbandonato Oxford all'età di 20 anni, il giovane Hale entrò a Lincoln's Inn l'8 novembre 1628, temendo che la sua passione per il teatro lo distogliesse, come era accaduto ad Oxford, dai suoi studi, giurò di "non andare mai più a teatro". In questo stesso periodo, il giovane Hale ebbe una nuova conversione religiosa, causata da un avvenimento accaduto durante una delle sue riunioni con i suoi compagni di goliardia, nella quale uno di questi, completamente ubriaco, svenne, e Hale pregò Dio affinché lo facesse riprendere, chiedendogli perdono per tutti i suoi eccessi passati. Dopo la guarigione del suo compagno di bevute, Hale tornò a praticare la sua fede puritana, giurando di non toccare più alcoolici. Riprese gli studi di gran lena, dedicando anche allo studio del diritto romano e della giurisprudenza, senza per questo trascurare lo studio dell'anatomia, della filosofia, dell'storia e della matematica.

## Durante la Guerra civile inglese, il Commonwealth e il Protettorato di Cromwell
Il 17 marzo 1636 ottenne la Call to the bar al Lincoln's Inn diventando quasi subito il pupillo prediletto del noto giurista dell'epoca William Noy. Hale e Noy strinsero un'amicizia così salda che nell'ambiente Hale venne appellato "il giovane Noy".

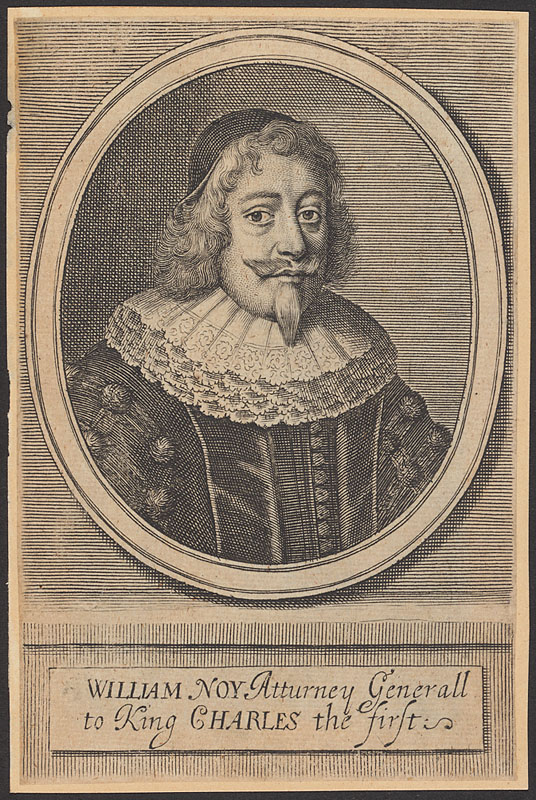
Ritratto del giurista William Noy, del quale Hale divenne amico e pupillo (incisione di William Faithorne).

Il giovane Hale venne apprezzato anche dall'altro giurista e costituzionalista dell'epoca, John Selden, il quale lo persuase ad espandere la propria formazione personale ben oltre gli studi giuridici e forensi, e di occuparsi anche di teologia e di scienza; consiglio che Hale seguì alla lettera, dal momento che gran parte dei suoi scritti riguardano non soltanto argomenti giuridici ma anche dissertazioni teologiche e scientifiche. Con il tempo Hale guadagnò una pregevole esperienza nella pratica legale, per quanto si facesse sempre guidare dalla sua fede religiosa, rifiutandosi di accettare casi di persone colpevoli e cercando di essere sempre dalla parte "giusta" in ogni processo; il politico John Campbell scrisse di lui "se aveva sentore che una causa fosse ingiusta, egli avrebbe evitato di immischiarsi oltre, avvisando i clienti della sua scelta, dal momento che non avrebbe accettato di assistere nessuno ad aiutarlo a commettere atti di ingiustizia".

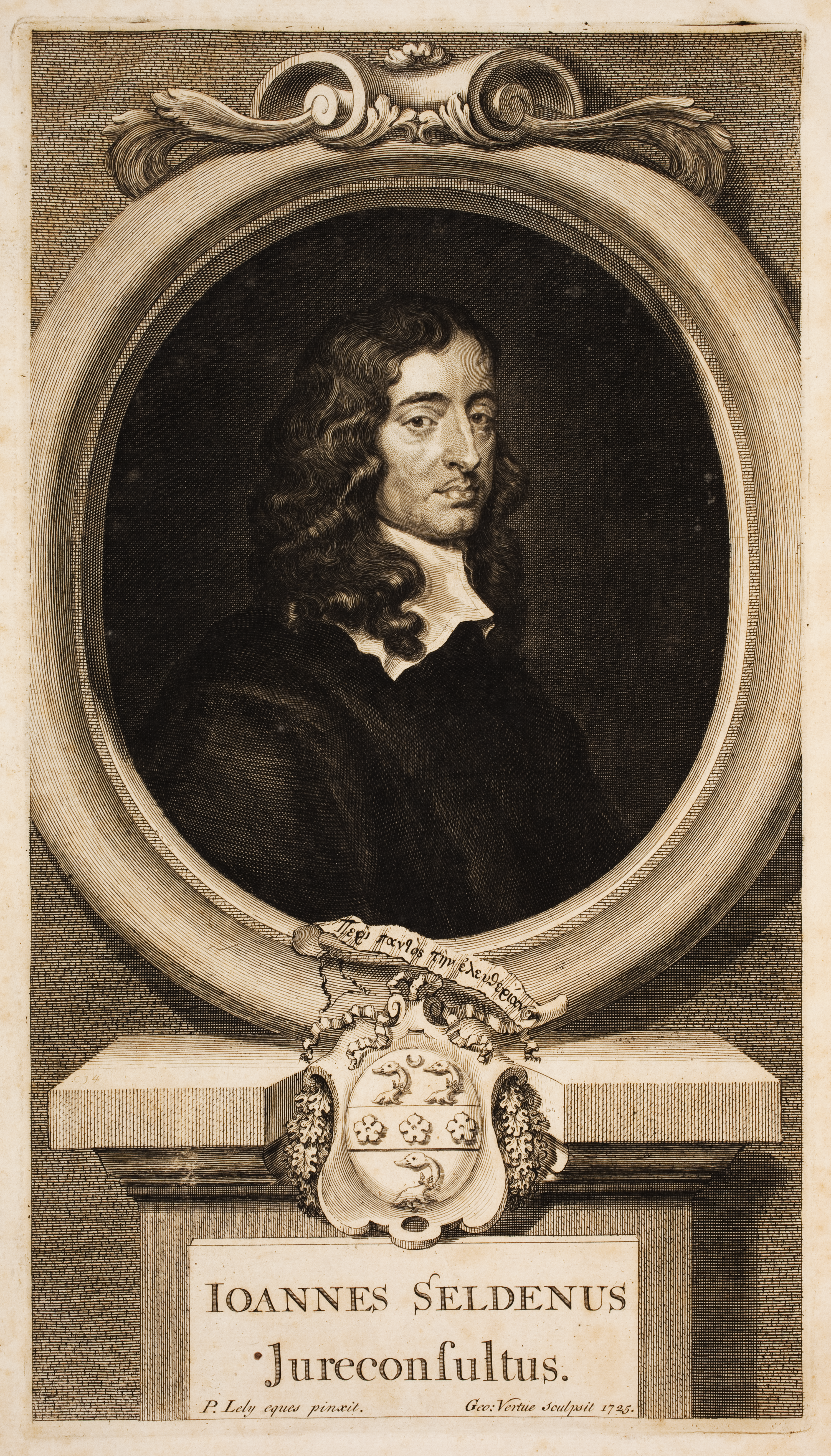
Ritratto su incisione del giurista e filosofo John Selden che indirizzò Hale ad allargare l'orizzonte dei suoi studi (ritratto di Peter Lely conservato presso la National Portrait Gallery di Londra).

A dispetto di ciò le sue ricchezze furono tali da acquistare nel 1628 proprietà e latifondi per 4.200 sterline. Rapidamente divenne un giurista ed avvocato di spicco, al punto da assistere come difensore Thomas Wentworth, I conte di Strafford nel 1641 per l'accusa di alto tradimento. Sebbene la difesa del conte di Strafford non ebbe esito positivo, egli venne nuovamente chiamato come difensore dell'Arcivescovo di Canterbury William Laud durante la sua messa d'accusa di fronte alla Camera dei Lords nell'ottobre 1644. In collaborazione con un altro celebre legale dell'epoca, John Herne, Hale sostenne che nessuno dei capi d'imputazione contro l'Arcivescovo Laud potevano essere considerati prova di tradimento, e che la legge Treason Act 1351 aveva cancellato ogni precedente norma comune sul tradimento. Il giurista John Wilde, a capo dell'accusa, sostenne dal canto suo che, sebbene le singole azioni di Laud non potessero essere considerate separatamente atti di tradimento, esse considerate nel loro insieme configuravano una situazione nettamente differente. Nonostante la difesa di Hale e del suo collega Herne avesse ottenuto discreto, il Parlamento, deciso a combattere il tentativo di riforma religiosa voluto da Laud, emanò un Writ of Attainder, con il quale dichiarò colpevole l'Arcivescovo Laud condannandolo a morte.

Dopo l'imprigionamento di Carlo I, Hale fu il candidato più probabile per la sua difesa, ed infatti lo stesso Hale si offrì da difensore; tuttavia il re si rifiutò di essere sottoposto a processo, non riconoscendo l'autorità della corte e la sua giurisdizione. Il biografo Edward Foss, basandosi sulle affermazioni del curatore settecentesco di Hale, Charles Runnington, afferma che Hale abbia fornito al sovrano una copia manoscritta della sua difesa e che ad Hale non venne tuttavia concesso di presentarsi fisicamente di fronte al tribunale, per volontà della corte.

Quando fu ormai chiaro che il re sarebbe uscito sconfitto dalla guerra civile, e solo Oxford ormai resisteva, Hale si offrì di fungere da intermediario per trattare la sua resa, temendo che, altrimenti l'intera città sarebbe stata distrutta. Grazie all'intercessione di Hale, la città e le preziose biblioteche di Oxfordo furono salve. A dispetto di aver svolto la sua professione nell'ambiente politicamente sovraccarico della Guerra civile inglese, e avesse difeso principalmente esponenti avversi al Commonwealth of England allora in carica, la reputazione personale di Hale non ebbe a soffrirne. Innanzitutto, egli si era sempre tenuto al di fuori dalla partecipazione attiva alla guerra, ignorandone addirittura i progressi, e limitandosi ad alienarsi da essa dedicandosi in completo isolamento alla traduzione in lingua inglese dell'opera Vita e morte di Pomponio Attico di Cornelio Nepote. La scelta di curare l'edizione inglese di quest'opera non fu casuale, come Hale, anche Pomponio Attico aveva deciso di non schierarsi nel corso della guerra civile che aveva diviso la sua nazione. In secondo luogo egli era universalmente riconosciuto come uomo capace e dalla elevata integrità morale, ed egli stesso replicò a coloro che lo accusarono di aver difeso i realisti che "egli stava solo esercitando in nome ed in difesa di quelle leggi che costoro sostenevano di voler mantenere e preservare; e dal momento che egli aveva solo fatto il suo dovere non era affatto intimorito da simili minacce".

### La Commissione Hale
Durante il governo sia del Commonwealth of England che del Protettorato, ci fu una forte volontà di porre mano alla riforma della legge. Molti, tra giudici e giuristi, erano notoriamente corrotti e soprattutto il diritto criminale non era diretto da nessuna forma di politica o di filosofia. Qualsiasi crimine era punibile con la pena di morte, i procedimenti venivano scritti ancora in francese normanno ed era una pratica comune da parte dei giudici far imprigionare altri giudici con il cui verdetto essi non erano concordi. Dal canto loro, Oliver Cromwell ed il Rump Parliament avevano come scopo quello di fondare una "nuova società", ed un passaggio inevitabile era quello della riforma giuridica. Per questo scopo il 30 gennaio 1652 Hale venne eletto Presidente di una apposita Commissione che aveva lo scopo di indagare sulla possibilità di una riforma delle leggi, che sarebbe presto diventata nota con il nome di Commissione Hale.

Le competenze della Commissione Hale vennero formalmente definite dalla Camera dei Comuni, la quale stabilì che essa avrebbe dovuto "prendere in considerazione quali siano gli inconvenienti all'interno delle leggi; e come possano essere impedite le frodi che nascono dai ritardi, dalla esosità e dalla irregolarità dei procedimenti giuridici, e prendere in considerazione i modi più rapidi per eliminare tutto ciò e di riferirlo al Comitato stesso non appena il Parlamento lo avrà nominato". La Commissione Hale fu composta da otto giuristi e tredici laymen e le sue sessioni si sarebbero svolte con la cadenza di tre riunioni per settimana.

La Commissione Hale raccomandò diverse riforme normative e procedurali, come la riduzione nell'uso della pena di morte, consentendo ai difensori l'accesso al consiglio legale, al supporto legale e con l'abolizione della pratica della Peine forte et dure come forma di tortura nelle interrogazioni. La Commissione venne sciolta il 23 luglio 1652, dopo aver prodotto ben sedici proposte, ma nessuna di esse venne subito convertita in legge, sebbene due di esse (ovvero quella per l'abolizione delle multe per l’original writs e quella per l'introduzione del matrimonio civile) vennero introdotte all'interno degli statuti emanati dal Barebone's Parliament nel 1653.

### Justice of the Common Pleas
Oliver Cromwell, che aveva apprezzato il contributo dato da Hale con la sua Commissione, decise di nominarlo per la carica di Justice of the Common Pleas, una carica molto importante all'interno del tribunale inglese di diritto comune denominato Court of Common Pleas. Sebbene Hale si dimostrasse titubante ad accettare questo incarico, perché questo avrebbe potuto significare per molti un suo appoggio di fatto alla politica del Commonwealth, alla fine decise di accettare, sostituendo così il giudice uscente, John Puleston. Dal momento che solo i cosiddetti Serjeant-in-Law potevano essere nominati giudici, il 25 gennaio 1653, Hale venne nominato Serjeant-in-Law, e quindi formalmente nominato giudice della corte della Court of Common Pleas, una delle tre corti principali di Westminster il 31 gennaio 1653, alla precisa condizione che "non gli fosse richiesto di riconoscere l'autorità dell'usurpatore".

Hale si rifiutò, inoltre, di condannare a morte individui accusati di aver offeso il governo, dal momento che era sua ferma convinzione che l'autorità a lui assegnata dal governo di seguire questa condotta era del tutto illegale, dal momento che, secondo la sua stessa definizione, "condannare a morte una persona per simili motivazioni è un omicidio". Successivamente il giurista e politico William Blackstone scrisse successivamente che "se una sentenza di morte viene pronunciata da un giudice non autorizzato da una commissione legale, e l'esecuzione viene eseguita di conseguenza, il giudice è imputabile di omicidio;e su questo argomento lo stesso Sir Matthew Hale, sebbene avesse accettato la carica di giudice nel Common Pleas sotto il governo di Cromwell, tuttavia si rifiutò di processare i prigionieri, nutrendo forti perplessità sulla legittimità della commissione dell'usurpatore". Hale prese anche decisioni che ebbero un impatto negativo sul Commonwealth, come quando condannò alla pena capitale un soldato accusato di aver ucciso un civile nel 1655, o di presenziare a delle udienze in tribunale tenutasi oltre i termini di prescrizione. In un'altra occasione, lo stesso Cromwell selezionò personalmente una giuria per un processo nel quale era coinvolto, in una modalità del tutto contraria alla legge; come conseguenza di ciò, Hale sciolse la giuria e si rifiutò di proseguire l'udienza. Alla fine Hale decise di ritirarsi da questo incarico, e il 15 maggio 1659 venne sostituito dal giudice John Archer.